# Michael B. Mukasey
Michael Bernard Mukasey, né le 28 juillet 1941 à New York, est un homme politique et juriste américain. Membre du Parti républicain, il est juge fédéral de New York entre 1987 et 2006 puis procureur général entre 2007 et 2009 dans l'administration du président George W. Bush.

## Biographie

### Famille et études
Diplômé de l'université Columbia (1963) et de l'école de droit de Yale (1967), il est marié et a deux enfants, Marc (juriste) et Jessica.
Il est membre de la communauté juive de Manhattan.

### Carrière professionnelle
Il a effectué sa carrière professionnelle à New York, notamment comme adjoint du procureur fédéral avec Rudolph Giuliani.
Michael Mukasey a été nommé par Ronald Reagan en 1987 comme juge fédéral à New York et a servi pendant dix-neuf ans à ce poste avant de retourner dans le privé en 2006. Président du tribunal de Manhattan, il juge les dix prévenus des attentats du World Trade Center de 1993, condamnant le « cheikh aveugle » l'Égyptien Omar Abdel Rahman à la prison à vie. Il mène également la procédure judiciaire concernant les attentats du 11 septembre 2001, et rend l'un des premiers jugements civils sur les ennemis combattants en 2003 lors du procès de José Padilla, un citoyen américain arrêté en 2002 et accusé de préparer un attentat à la « bombe sale » radioactive contre une grande ville américaine. Il reconnaît à l'administration le droit de détenir indéfiniment Padilla tout en lui rendant ses droits à la défense.
En 2003, le sénateur Chuck Schumer le désigne comme un candidat consensuel pour la Cour suprême des États-Unis.
En 2004, dans un article du Wall Street Journal, il prend fermement la défense du Patriot Act.
Lors des élections au Congrès de 2006, il apporte un soutien financier à la campagne de réélection du sénateur Joe Lieberman au Connecticut et en 2007, à la campagne présidentielle de Rudolph Giuliani duquel il est l'un des conseillers juridiques.

### Procureur général des États-Unis

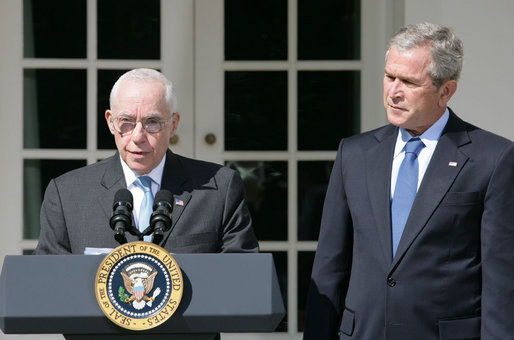
Michael B. Mukasey et George W. Bush, le.

Le 17 septembre 2007, il est nommé procureur général des États-Unis dans l'administration de George W. Bush, en remplacement d'Alberto Gonzales, démissionnaire.
Le Sénat confirme sa nomination par 53 voix contre 40 le 8 novembre 2007 en dépit, lors de son audition, de son refus de s'exprimer sur la légalité de la simulation de noyade contre les suspects de terrorisme, dénoncée par ses détracteurs comme des actes de torture et que lui-même considère comme répugnante.
Le 20 novembre 2008, il est victime d'un malaise grave alors qu'il prononçait un discours et a été hospitalisé en urgence à Washington.